# Circuito Sertanejo
Circuito Sertanejo é um programa brasileiro que acompanha o maior festival de música sertaneja do Brasil, produzido pelos Estúdios Globo e coproduzido pelo Multishow. A primeira exibição do especial ocorreu em 15 de abril de 2022 após o Big Brother Brasil 22.
Com apresentação de Rafa Kalimann e Kenya Sade tem direção de direção geral de Celso Bernini e direção de gênero de Joana Thimoteo.

## Formato
O maior circuito de shows do Brasil promete agitar o público ao longo do ano, reunindo grandes nomes da música sertaneja. As apresentações acontecerão em seis cidades anfitriãs: Londrina, Ribeirão Preto, Pedro Leopoldo, Barretos, Jaguariúna e Caldas Novas.

## Apresentação
| Apresentadores | Temporadas | Temporadas | Temporadas | Temporadas | Temporadas |
| Apresentadores | 1          | 2          | 3          | 4          |            |
| -------------- | ---------- | ---------- | ---------- | ---------- | ---------- |
| Kenya Sade     |            |            |            |            |            |
| Rafa Kalimann  |            |            |            |            |            |

## Episódios
| Temporada | Temporada | Episódios | Exibição             | Exibição               |
| Temporada | Temporada | Episódios | Estreia de temporada | Final de temporada     |
| --------- | --------- | --------- | -------------------- | ---------------------- |
|           | 1         | 4         | 15 de abril de 2022  | 8 de novembro de 2022  |
|           | 2         | 4         | 23 de abril de 2023  | 5 de novembro de 2023  |
|           | 3         | 6         | 14 de abril de 2024  | 17 de novembro de 2024 |
|           | 4         | 7         | 6 de abril de 2025   |                        |